# Park Górnik
Park Górnik w Siemianowicach Śląskich (dawniej Park Rheinbabenów w Michałkowicach) − zabytkowy teren parkowy w Michałkowicach, dzielnicy Siemianowic Śląskich, zlokalizowany przy ulicy Oświęcimskiej.
Na terenie parku znajdują się:
- Zespół pałacowy Pałac Rheinbabenów (nazywany również Zameczkiem)
- Fontanna
- Dom leśniczego i ogrodnika
- Staw Michałkowicki – sztuczny zbiornik wodny, którego historia sięga XVIII wieku, zasilany wodą z byłej KWK "Michał"
- Grota – ogród zbudowany ze skał, kamieni i ziemi
- Przedszkole publiczne nr 12 wraz z placem zabaw

## Fauna
W obrębie parku bytują: łasice, wiewiórki, zające, bażanty, sroki, szpak zwyczajny, kukułki, kosy, wilgi i słowiki, lisy.

## Flora
Roślinność parku stanowią m.in.: dęby szypułkowe, dęby bezszypułkowe, kasztanowce, klony pospolite i buki.